# Kono manga ga sugoi!
Kono manga ga sugoi! (このマンガがすごい!?, Kono manga ga sugoi!, lett. "Questo manga è fantastico!") è una guida pubblicata ogni anno da Takarajimasha sotto forma di mook a partire dal 2005. In essa sono contenute recensioni e classifiche sui manga usciti tra il 1º ottobre dell'anno precedente e il 30 settembre dell'anno di pubblicazione della guida. Le classifiche vengono stilate intervistando persone direttamente coinvolte nel settore dei manga, sia a livello professionale (quali scrittori, disegnatori, editori, librai) che amatoriale (gruppi di studio universitari o scolastici, attori, doppiatori e celebrità varie), arrivando a diverse centinaia di intervistati ad ogni edizione.
La serie fa parte di un gruppo di guide tematiche, tutte pubblicate da Takarajimasha, come Kono eiga ga sugoi!, la quale si occupa di film, Kono Mystery ga Sugoi!, che invece si concentra sui romanzi gialli, e Kono light novel ga sugoi!, che tratta di light novel.